# Милан Ристовић
Милан Ристовић (Приштина, 1953) српски је историчар редовни је професор на Катедри за Општу савремену историју Филозофског факултета у Београду.
Поред већег броја краћих радова објављених у домаћим и страним часописима, аутор је три монографије: Немачки нови поредак и Југоисточна Европа 1940/41—1944/45. Планови о будућности и пракса, ВИНЦ, Београд 1991, У потрази за уточиштем. Југословенски Јевреји у бекству од холокауста 1941—1945, Службени лист, Београд 1998, Дуг повратак кући. Деца избеглице из Грчке у Југославији 1948—1960, Удружење за друштвену историју, Београд 1998. и Обични људи. Прилози за историју, Геопоетика, Београд 1999.
Главни је уредник Годишњака за друштвену историју, који уређује заједно са Мирославом Јовановићем и Дубравком Стојановић.